# Liste von Persönlichkeiten der Universität der Künste Berlin
Die Liste von Persönlichkeiten der Universität der Künste Berlin enthält ohne Anspruch auf Vollständigkeit Lehrende und ehemalige Studenten beziehungsweise Absolventen (Alumni) der Berliner Hochschule der Künste und ihrer Vorgängereinrichtungen, die den Wikipedia-Kriterien entsprechen. 
Wegen der mehrere hundert Personen umfassenden Tabelle ist diese aufgeteilt worden in  
- Persönlichkeiten/A–K
- Persönlichkeiten/L–Z